# Конфигурация вершины
| Икосододекаэдр | Вершинная фигура, представленная как 3.5.3.5 или (3.5)2 |

Конфигурация вершины — это сокращённое обозначение для представления вершинной фигуры многогранника или мозаики в виде последовательности граней вокруг вершины. Для однородного многогранника существует только один тип вершин, а потому конфигурация вершины полностью определяет многогранник. (Хиральные многогранники существуют в виде зеркальных пар с одной и той же конфигурацией вершин.)
Конфигурация вершины задаётся как последовательность чисел, представляющих число сторон граней, окружающих вершину. Обозначение «a.b.c» обозначает вершину с тремя гранями около неё и эти грани имеют a, b и c сторон (рёбер).
Например, «3.5.3.5» обозначает вершину, принадлежащую четырём граням, поочерёдно идущим треугольникам и пятиугольникам. Эта конфигурация вершины определяет вершинно транзитивный икосододекаэдр. Обозначение циклично, так что начальная точка значения не имеет. Таким образом, 3.5.3.5 — это то же самое, что и 5.3.5.3. Порядок важен, так что 3.3.5.5 — это не то же самое, что 3.5.3.5. (В первом случае за двумя рядом расположенными треугольниками следуют два пятиугольника.) Повторяющиеся элементы могут быть сокращены указанием верхнего индекса, так что наш пример может быть записан в виде (3.5)2.
Наряду с термином конфигурация вершины в разных источниках используют также термины vertex description (описание вершины), vertex type (тип вершины), vertex symbol (символ вершины), vertex arrangement (компоновка вершины), vertex pattern (шаблон вершины), face-vector (вектор грани). Для конфигурации вершины используется, кроме того, термин символ Канди и Роллетта, поскольку они использовали конфигурацию вершины для описания архимедовых тел в их книге 1952 года Mathematical Models (Математические модели).

## Вершинные фигуры
Конфигурация вершины может быть представлена как вершинная фигура из многоугольников, показывающая грани вокруг вершины. Эта вершинная фигура имеет 3-мерную структуру, поскольку грани не находятся в одной плоскости, но для вершинно однородных многогранников все соседние вершины находятся в одной плоскости, так что можно использовать для визуального представления конфигурации вершины ортогональную проекцию.

## Варианты и использование
| {3,3} = 33 Дефект 180° | {3,4} = 34 Дефект 120° | {3,5} = 35 Дефект 60° | {3,6} = 36 Дефект 0° |
| {4,3} Дефект 90° | {4,4} = 4 Дефект 0°    | {5,3} = 53 Дефект 36° | {6,3} = 63 Дефект 0° |
| В вершине должно быть по меньшей мере 3 грани и вершина обладаетугловым дефектом. Угловой дефект 0° даёт возможность покрыть плоскость правильной мозаикой. По теореме Декарта число вершин равно 720°/дефект (4π радиан/дефект). |                        |                       |                      |

Используется различный вид записи, иногда через запятую (,) иногда через точку (.). Может также использоваться верхний индекс. Например, 3.5.3.5 иногда записывается в виде (3.5)2.
Обозначение может рассматриваться как развёрнутая форма символа Шлефли для правильных многогранников. Обозначение Шлефли {p, q} означает q p-угольников вокруг каждой вершины. Так что {p, q} можно записать как p.p.p… (q раз) или pq. Например, у икосаэдра {3,5} = 3.3.3.3.3 или 35.
Эта запись применима как к многоугольным мозаикам, так и к многогранникам. Плоская конфигурация вершины означает однородную мозаику точно так же, как неплоская конфигурация вершины означает однородный многогранник.
Обозначение не однозначно для хиральных видов. Например, плосконосый куб имеет формы, идентичные при зеркальном отражении. Обе формы имеют конфигурацию вершины 3.3.3.3.4.

## Звёздчатые многоугольники
Обозначение применимо также к невыпуклым правильным граням, звёздчатым многоугольникам. Например, пентаграмма имеет символ {5/2}, что означает, что многоугольник имеет 5 сторон, которые обходят центр два раза.
Например, существует 4 правильных звёздчатых многогранника с правильными многоугольными или звёздчатыми вершинными фигурами. Малый звёздчатый додекаэдр имеет символ Шлефли {5/2,5}, который развёртывается в явную конфигурацию вершины 5/2.5/2.5/2.5/2.5/2, что можно представить в виде (5/2)5. Большой звёздчатый додекаэдр с символом {5/2,3} имеет треугольную вершинную фигуру и конфигурацию (5/2.5/2.5/2) или (5/2)3. Большой додекаэдр с символом {5,5/2} имеет пентаграммную вершинную фигуру с конфигурацией вершины (5.5.5.5.5)/2 или (55)/2. Большой икосаэдр с символом {3,5/2} также имеет пентаграммную вершинную фигуру с конфигурацией вершины (3.3.3.3.3)/2 или (35)/2.
|                  |                  |          |         |             |
| {5/2,5} = (5/2)5 | {5/2,3} = (5/2)3 | 34.5/2   | 34.5/3  | (34.5/2)/2  |
|                  |                  |          |         |             |
| {5,5/2} = (55)/2 | {3,5/2} = (35)/2 | V.34.5/2 | V34.5/3 | V(34.5/2)/2 |

## Все однородные конфигурации вершин правильных выпуклых многоугольников
Полуправильные многогранники имеют конфигурацию вершин с положительным угловым дефектом.
Примечание: Вершинная фигура может представлять правильную или полуправильную мозаику на плоскости, если её дефект равен нулю. Вершинная фигура может представлять мозаику на гиперболической плоскости, если её дефект отрицателен.
Для однородных многогранников угловой дефект можно использовать для вычисления числа вершин. Теорема Декарта утверждает, что сумма всех угловых дефектов на топологической сфере должна равняться 4π радиан или
720°.
Поскольку у однородного многогранника все вершины идентичны, это отношение позволяет нам вычислить число вершин, которое равно частному 4π/дефект или
720°/дефект.
Пример: Усечённый куб 3.8.8 имеет угловой дефект 30°. Таким образом, многогранник имеет
720/30 = 24 вершин.
В частности, отсюда следует, что {a,b} имеет  4 / (2 - b(1 - 2/a)) вершин.
Любая числовая конфигурация вершины потенциально однозначно определяет полуправильный многогранник. Однако не все конфигурации возможны.
Топологические требования ограничивают существование многогранника. В частности, p.q.r означает, что p-угольник окружён попеременно q-угольниками и r-угольниками, так что либо p чётно, либо q равен r. Подобным же образом q чётно, либо p равно r, r чётно, либо p равно q. Таким образом, потенциально возможными тройками будут 3.3.3, 3.4.4, 3.6.6, 3.8.8, 3.10.10, 3.12.12, 4.4.n (для любого n>2), 4.6.6, 4.6.8, 4.6.10, 4.6.12, 4.8.8, 5.5.5, 5.6.6, 6.6.6. Фактически все эти конфигурации с тремя гранями, встречающимися в одной вершине, существуют.
Подобным же образом, когда четыре грани встречаются в одной вершине, p.q.r.s, если одно число нечётно, остальные должны быть равными.
Число в скобках — это число вершин, вычисленное по угловому дефекту.
Тройки
- правильные тела 3.3.3 (4), 4.4.4 (8), 5.5.5 (20)
- призмы 3.4.4 (6), 4.4.4 (8; перечислена также выше), 4.4.n (2n)
- архимедовы тела 3.6.6 (12), 3.8.8 (24), 3.10.10 (60), 4.6.6 (24), 4.6.8 (48), 4.6.10 (120), 5.6.6 (60).
- правильная мозаика 6.6.6
- полуправильные мозаики 3.12.12[англ.], 4.6.12[англ.], 4.8.8

Четвёрки
- правильное тело 3.3.3.3 (6)
- антипризмы 3.3.3.3 (6; перечислена также выше), 3.3.3.n (2n)
- архимедовы тела 3.4.3.4 (12), 3.5.3.5 (30), 3.4.4.4 (24), 3.4.5.4 (60)
- правильная мозаика 4.4.4.4
- полуправильные мозаики 3.6.3.6, 3.4.6.4[англ.]

Пятёрки
- правильное тело 3.3.3.3.3 (12)
- архимедовы тела 3.3.3.3.4 (24), 3.3.3.3.5 (60) (оба хиральны)
- полуправильные мозаики 3.3.3.3.6[англ.] (хиральные), 3.3.3.4.4[англ.], 3.3.4.3.4 (заметьте, что два различных порядка тех же чисел дают различные мозаики)

Шестёрки
- правильная мозаика 3.3.3.3.3.3

## Конфигурация граней

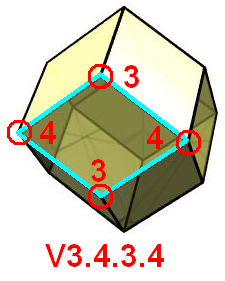
Ромбододекаэдр

Двойственные однородным многогранникам, каталановы тела, включая бипирамиды и трапецоэдры, являются вертикально правильными (транзитивны по граням), а потому могут идентифицированы подобной нотацией, которую иногда называют конфигурацией грани. Канди и Роллетт (Cundy, Rollett) ставят перед этими двойственными обозначениями символ V. Для контраста, в книге Tilings and Patterns используются квадратные скобки для изоэдральных мозаик.
Это обозначение представляет последовательное число граней около каждой  вершины вокруг грани. Например, V3.4.3.4 или V(3.4)2 представляют ромбододекаэдр, который транзитивен по граням — любая грань является ромбом, а чередующиеся вершины ромба окружают 3 или 4 грани.